# Bahnhof Neuburg (Rhein)
Der Bahnhof Neuburg (Rhein) ist der Bahnhalt der rheinland-pfälzischen Ortsgemeinde Neuburg am Rhein. Er verfügt über ein Bahnsteiggleis und ist nur noch ein Haltepunkt. Er liegt im Verbundgebiet des Karlsruher Verkehrsverbundes (KVV) und gehört zur Tarifzone 550. Im Zuge eines Übergangstarifes werden ebenfalls Karten des Verkehrsverbundes Rhein-Neckar (VRN) anerkannt. Seine Anschrift lautet Bahnhofstraße 12.
Der Haltepunkt liegt an der Bahnstrecke Wörth–Strasbourg und wurde am 25. Juli 1876 als Bahnhof eröffnet. 1984 wurde der Personenverkehr im Streckenabschnitt unmittelbar südlich von Wörth eingestellt. 2002 wurde dieser jedoch reaktiviert.

## Lage
Der Haltepunkt befindet sich am nordwestlichen Ortsrand von Neuburg am Rhein. Unmittelbar östlich verläuft parallel zur Bahnstrecke die örtliche Bahnhofstraße. Nördlich kreuzt die Waldstraße die Strecke niveaugleich, die unmittelbar östlich in die Bahnhofstraße übergeht. In die westliche Richtung führt sie in ein Gewerbegebiet. In diesem Bereich schließt sich das Naturschutzgebiet Neuburger Altrhein, südlicher Teil an.

## Geschichte
Ursprünglich war geplant, innerhalb der Pfalz (Bayern) zuerst eine Bahnstrecke in Nord-Süd-Richtung von der Mannheimer Rheinschanze über Lauterbourg bis nach Strasbourg in Betrieb zu nehmen, die mit der von Baden projektierten Strecke Mannheim–Basel konkurrieren sollte. Diese wurde jedoch zugunsten der im Zeitraum von 1847 bis 1849 eröffneten Pfälzischen Ludwigsbahn Ludwigshafen–Bexbach zurückgestellt. In der Folgezeit liefen Diskussionen, ob eine Strecke am Gebirge von Neustadt über Landau nach Wissembourg oder eine Strecke am Rhein entlang über Speyer, Germersheim und Wörth dringender und wünschenswerter sei. Da vor allem das Militär eine Streckenführung am Rande des Pfälzerwaldes bevorzugt hatte, erhielt eine solche in Form der Maximiliansbahn Neustadt–Wissembourg den Vorzug. Nach dem Deutsch-Französischen Krieg musste Frankreich das benachbarte Elsass und den Norden Lothringens an das neu gegründete Deutsche Reich abtreten. Dies beflügelte Pläne, die Bahnstrecke Schifferstadt–Germersheim bis nach Wörth durchzubinden und von dort aus eine Fortsetzung über Neuburg und Lauterburg bis nach Straßburg zu schaffen. Am 25. Juli 1876 wurde die Strecke und somit ebenso der Bahnhof Neuburg eröffnet.
Anfang des 20. Jahrhunderts erhielt der Bahnhof wie alle in der Pfalz Bahnsteigsperren. Während dieser Zeit wurde der Bahnhof von der Betriebs- und Bauinspektion Ludwigshafen verwaltet und gehörte zum Zuständigkeitsbereich der Bahnmeisterei Wörth. Nachdem Deutschland den Ersten Weltkrieg verloren hatte und das französische Militär einmarschiert war, wurde am 1. Dezember 1918 der pfälzische Streckennetz südlich von Maikammer-Kirrweiler und Speyer für den Personenverkehr gesperrt, drei Tage später jedoch wieder freigegeben. 1922 wurden der Bahnhof der neu gegründeten Reichsbahndirektion Ludwigshafen zugeordnet. Ein Jahr später wurden die am Bahnhof beschäftigten Eisenbahner im Zuge des von Frankreich durchgeführten, bis 1924 dauernden Regiebetriebs ausgewiesen. Danach kehrten sie zurück.
Im Zuge deren schrittweisen Auflösung der Reichsbahndirektion Ludwigshafen wechselte der Bahnhof zum 1. Februar 1937 in den Zuständigkeitsbereich der Karlsruher Direktion. Die Deutsche Bundesbahn gliederte den Bahnhof nach dem Zweiten Weltkrieg in die Bundesbahndirektion Mainz ein, der sie sämtliche Bahnstrecken innerhalb des neu geschaffenen Bundeslandes Rheinland-Pfalz zuteilte. 1971 gelangte die Station im Zuge der Auflösung der Mainzer Direktion erneut in den Zuständigkeitsbereich ihres Karlsruher Pendants. Zur selben Zeit wurden die Bahnsteigsperren aufgehoben.
Zum 1. Juni 1984 wurde der Personenverkehr zwischen Wörth und Lauterbourg eingestellt. In der Folgezeit verlor der Bahnhof sein zweites Gleis; damit einhergehend wurde er außerdem zum Haltepunkt zurückgebaut. Ebenso kam der Güterverkehr zum Erliegen; zuletzt wurde er von Wörth aus abgewickelt. Ende 2002 folgte jedoch seine Reaktivierung. Damit einhergehend wurde der Haltepunkt Station im Karlsruher Verkehrsverbund (KVV).
Ebenso wird der Tarif des Verkehrsverbundes Rhein-Neckar (VRN) anerkannt.

## Bauwerke

### Empfangsgebäude

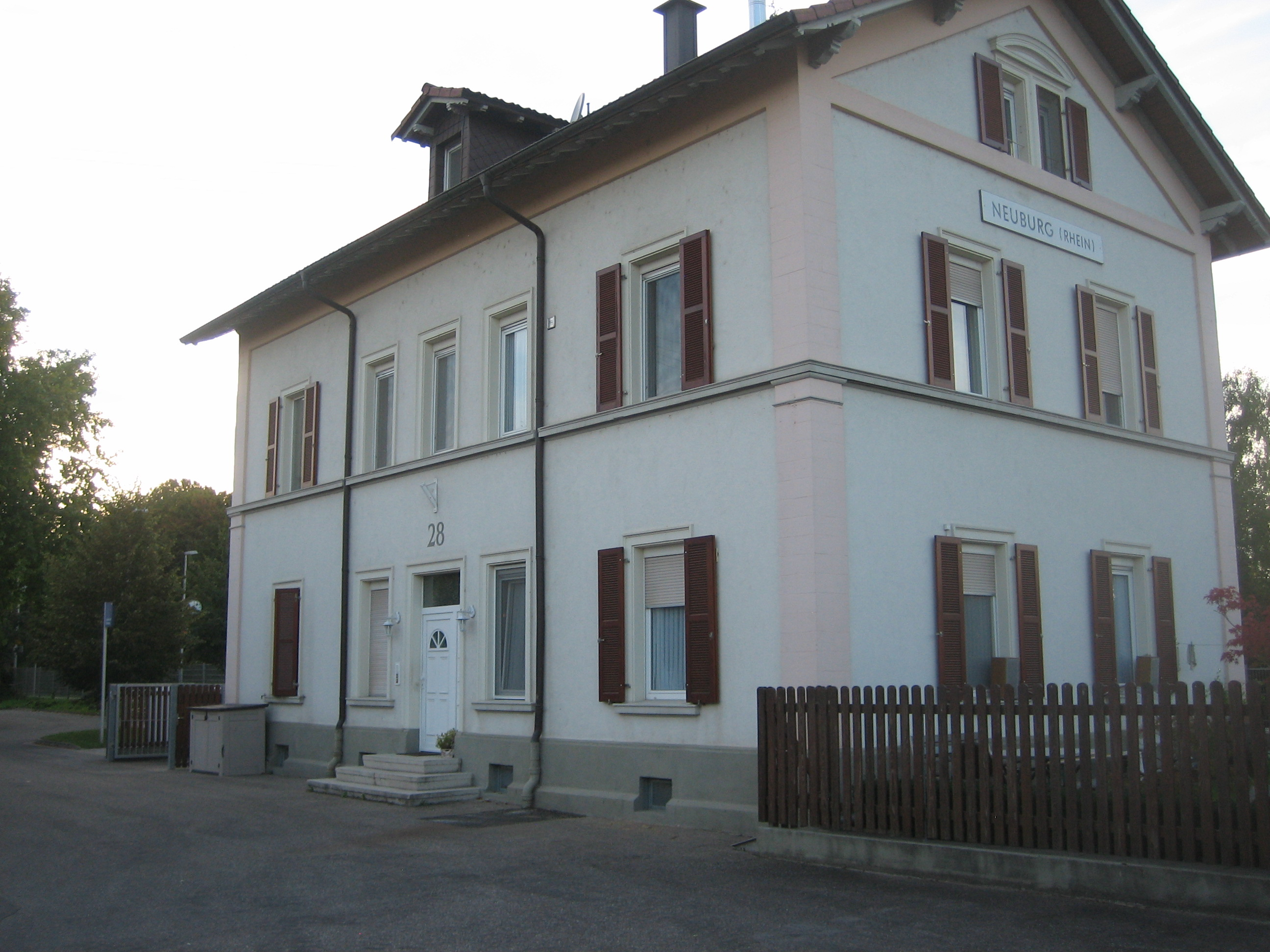
Empfangsgebäude

Beim früheren Empfangsgebäude, das um 1870 errichtet wurde, handelt es sich um einen so genannten „Typenbau“ aus Backstein. Stilistisch ist er dem so genannten Spätklassizismus zuzuordnen. Es stammt aus der Eröffnungszeit des Bahnhofs und steht unter Denkmalschutz. Nach der vorübergehenden Einstellung des Personenverkehrs im Jahr 1984 wurde es verkauft; für den Bahnbetrieb besitzt es seither keine Bedeutung mehr. Es dient inzwischen als Wohnhaus.

### Anlage
Seit der Reaktivierung besitzt der Haltepunkt einen 120 Meter langen Bahnsteig mit einer Einstiegshöhe von 55 Zentimetern. Darüber hinaus gehören zur Anlage Parkplätze sowie Fahrrad-Abstellplätze.

## Verkehr
Unmittelbar vor der Einstellung des Personenverkehrs im Jahr 1984 verlief der Personenverkehr in die südliche Richtung ausschließlich bis Berg (Pfalz). Seit der Reaktivierung verkehren stündlich Züge der Relation Wörth–Lauterbourg. Verzeichnet sind diese unter der Liniennummer RB 52. Diese Züge werden als „Bienwaldbahn“ vermarktet. An Montags bis freitags beginnt der Verkehr etwa um 5:00 Uhr, an Samstagen um 7:00 Uhr und sonn- sowie feiertags um 8:00 Uhr. (Stand 2024) Sonntags existierte um 2010 eine durchgehende Verbindung von Karlsruhe über Wörth nach Lauterbourg.